# Dobiegniew
Dobiegniew este un oraș în Polonia.